# Mammillaria tepexicensis
Mammillaria tepexicensis es una biznaga de la familia de los cactos (Cactaceae). La palabra Mammillaria viene del latín mamila, pezón o teta y de -aria, que posee, lleva, es decir significa, ‘que lleva mamilas’, refiriéndose a los tubérculos.

## Clasificación y descripción
Es una biznaga de la tribu Cacteae, familia Cactaceae. Es un cactus que tiene crecimiento simple. Sus tallos son de forma globosa, de 2.5 cm de altura y 2 cm de diámetro. Las protuberancias del tallo (tubérculos) son cónicos, de color verde oscuros y presentan jugo acuoso, el espacio entre ellos (axilas) son desnudas. Los sitios en los que se desarrollan las espinas se denominan aréolas, en esta especie tienen forma circular, con más o menos 35 espinas, 4 de ellas en el centro de la aréola (central) ganchudas, amarillentas abajo, pardo rojizas arriba, mientras que las espinas de la orilla (radiales) son blancas. Las flores son pequeñas y tienen forma de embudo, miden 16 mm de longitud y 15 mm de diámetro, son de color de rosa purpúrea. Los frutos tienen forma globosa, verde oscuros y las semillas negras. Es polinizada por insectos y se dispersa por semillas.

## Distribución
Es endémica del estado de Oaxaca, en la Mixteca, en la cuenca del Río Atoyac.

## Ambiente
Se desarrolla en los 2200 m s. n. m., en bosques de pinos.

## Estado de conservación
Debido a sus características, esta especie ha sido extraída de su hábitat para ser comercializada de manera ilegal, aunque no se tiene cuantificación del daño que esto ha producido a las poblaciones. Es endémica a México y se considera en la categoría de Protección Especial (Pr) de la Norma Oficial Mexicana 059.  En la lista roja de la IUCN se considera como subespecie de Mammillaria longiflora.